# Judo ai Giochi della XXXI Olimpiade
Le prove di judo ai Giochi della XXXI Olimpiade si sono svolte tra il 6 e il 12 agosto 2016 all'Arena Carioca 2. Il programma comprendeva 14 eventi, di cui sette maschili e sette femminili.

## Calendario
| Uomini | 60 kg | 66 kg | 73 kg | 81 kg | 90 kg | 100 kg | +100 kg | 7  |
| Donne  | 48 kg | 52 kg | 57 kg | 63 kg | 70 kg | 78 kg  | +78 kg  | 7  |
| Totale | 2     | 2     | 2     | 2     | 2     | 2      | 2       | 14 |

|  | Qualificazioni |  | Finali |

## Podi

### Uomini
| Evento                                        | Oro                | Argento               | Bronzo                                 |
| fino a 60 kg (pesi super-leggeri) (dettagli)  | Beslan Mudranov    | Eldos Smetov          | Naohisa Takato Diyorbek Urozboev       |
| fino a 66 kg (pesi mezzo-leggeri) (dettagli)  | Fabio Basile       | An Ba-ul              | Rishod Sobirov Masashi Ebinuma         |
| fino a 73 kg (pesi leggeri) (dettagli)        | Shōhei Ōno         | Rüstəm Orucov         | Lasha Shavdatuashvili Dirk Van Tichelt |
| fino a 81 kg (pesi medio-leggeri) (dettagli)  | Chasan Chalmurzaev | Travis Stevens        | Takanori Nagase Sergiu Toma            |
| fino a 90 kg (pesi medi) (dettagli)           | Mashu Baker        | Varlam Lip'art'eliani | Gwak Dong-han Cheng Xunzhao            |
| fino a 100 kg (pesi medio-massimi) (dettagli) | Lukáš Krpálek      | Elmar Gasimov         | Cyrille Maret Ryunosuke Haga           |
| oltre 100 kg (pesi massimi) (dettagli)        | Teddy Riner        | Hisayoshi Harasawa    | Or Sasson Rafael Silva                 |

### Donne
| Evento                                       | Oro               | Argento               | Bronzo                              |
| fino a 48 kg (pesi super-leggeri) (dettagli) | Paula Pareto      | Jeong Bo-kyeong       | Ami Kondo Galbadrakhyn Otgontsetseg |
| fino a 52 kg (pesi mezzo-leggeri) (dettagli) | Majlinda Kelmendi | Odette Giuffrida      | Misato Nakamura Natal'ja Kuzjutina  |
| fino a 57 kg (pesi leggeri) (dettagli)       | Rafaela Silva     | Dorjsürengiin Sumiyaa | Telma Monteiro Kaori Matsumoto      |
| fino a 63 kg (pesi medio-leggeri) (dettagli) | Tina Trstenjak    | Clarisse Agbegnenou   | Yarden Gerbi Anicka van Emden       |
| fino a 70 kg (pesi medi) (dettagli)          | Haruka Tachimoto  | Yuri Alvear           | Sally Conway Laura Vargas Koch      |
| fino a 78 kg (pesi medio-massimi) (dettagli) | Kayla Harrison    | Audrey Tcheuméo       | Mayra Aguiar Anamari Velenšek       |
| oltre 78 kg (pesi massimi) (dettagli)        | Émilie Andéol     | Idalys Ortiz          | Yu Song Kanae Yamabe                |

## Medagliere
| Posizione | Paese               | Oro | Argento | Bronzo | Totale |
| --------- | ------------------- | --- | ------- | ------ | ------ |
| 1         | Giappone            | 3   | 1       | 8      | 12     |
| 2         | Francia             | 2   | 2       | 1      | 5      |
| 3         | Russia              | 2   | 0       | 1      | 3      |
| 4         | Italia              | 1   | 1       | 0      | 2      |
| 4         | Stati Uniti         | 1   | 1       | 0      | 2      |
| 6         | Brasile             | 1   | 0       | 2      | 3      |
| 7         | Slovenia            | 1   | 0       | 1      | 2      |
| 8         | Argentina           | 1   | 0       | 0      | 1      |
| 8         | Rep. Ceca           | 1   | 0       | 0      | 1      |
| 8         | Kosovo              | 1   | 0       | 0      | 1      |
| 11        | Corea del Sud       | 0   | 2       | 1      | 3      |
| 12        | Azerbaigian         | 0   | 2       | 0      | 2      |
| 13        | Georgia             | 0   | 1       | 1      | 2      |
| 13        | Kazakistan          | 0   | 1       | 1      | 2      |
| 15        | Colombia            | 0   | 1       | 0      | 1      |
| 15        | Cuba                | 0   | 1       | 0      | 1      |
| 15        | Mongolia            | 0   | 1       | 0      | 1      |
| 18        | Cina                | 0   | 0       | 2      | 2      |
| 18        | Israele             | 0   | 0       | 2      | 2      |
| 18        | Uzbekistan          | 0   | 0       | 2      | 2      |
| 21        | Belgio              | 0   | 0       | 1      | 1      |
| 21        | Germania            | 0   | 0       | 1      | 1      |
| 21        | Gran Bretagna       | 0   | 0       | 1      | 1      |
| 21        | Paesi Bassi         | 0   | 0       | 1      | 1      |
| 21        | Portogallo          | 0   | 0       | 1      | 1      |
| 21        | Emirati Arabi Uniti | 0   | 0       | 1      | 1      |
| Totale    | Totale              | 14  | 14      | 28     | 56     |